# Вилла-Рендена
Вилла-Рендена (итал. Villa Rendena) — упразднённая коммуна в Италии, расположена в автономной области Трентино-Альто-Адидже, в провинции Тренто. Ныне является фракцией коммуны Порте-ди-Рендена.
Население коммуны, на 31.12.2015 года, составляло 1002 человека, плотность населения — 28,60 чел./км². Коммуна занимала площадь 35,04 км². 
Почтовый индекс — 38080. Телефонный код — 0465.
Покровительницей коммуны почитается Богоматерь Кармельская, день её памяти ежегодно отмечается 16 июля.

## История
Муниципалитет Вилла-Рендена был упразднён 1 января 2016 года, с целью создания новой коммуны Порте-ди-Рендена. Она была создана путём объединения соседних муниципалитетов Вилла-Рендена, Даре и Виго-Рендена.

## Демография
Динамика населения:

## Администрация коммуны
Главой коммуны является мэр Энрико Пеллегрини, с 22 сентября 2020 года. 